# Olga Vasdeki
Olga Vasdeki (en grec: Όλγα Βασδέκη, [olɣa vazðeci]) (Volos, 26 de setembre de 1973) és una triplista grega.
Va ser la triple saltadora grega més reeixida i plusmarquista grega fins al 1998, quan va guanyar la medalla d'or en els Campionats d'Europa de Budapest, en el moment de ser tot just la segona atleta grega per ser coronada campiona d'Europa després d'Anna Verouli el 1982. A l'any següent va guanyar la medalla de bronze en els Campionats del Món de Sevilla darrere Paraskevi Tsiamita i Yamile Aldama. És la germana més jove de la saltadora llarga Spyridon Vasdekis.